# Ploranera andina
La ploranera andina (Laniisoma buckleyi) és una espècie d'ocell de la família dels titírids (Tityridae). És nativa de la regió andina del nord-oest i oest d'Amèrica del Sud. El seu hàbitat són els boscos tropicals i subtropicals de frondoses humits de les terres baixes, bé com de l'estatge montà. El seu estat de conservació es considera gairebé amenaçat.